# Richter Alexander Hold
Richter Alexander Hold war eine bei Sat.1 ausgestrahlte pseudo-dokumentarische Gerichtsshow, in der fiktive Gerichtsverhandlungen in Strafsachen dargestellt werden. Hauptdarsteller ist der reale Richter Alexander Hold. Die Serie gilt als Ableger von Richterin Barbara Salesch. In der Woche vom 13. September bis zum 17. September 2010 wurde der Titel aufgrund anderer Rechtslage umbenannt: Familienfälle – Richter Hold. Eine weitere Sonderwoche ging jeweils vom 19. März bis zum 23. März 2012 und vom 23. Juli bis zum 27. Juli 2012 auf Sendung. Es liefen Folgen, die keine Gerichtsverhandlungen zeigten, sondern Fälle in Form von einer Pseudo-Doku-Soap. Die Sendungen liefen unter dem Titel Richter Alexander Hold – Spezial: Geheimnisse.
Am 4. Dezember 2012 wurde die 2000. Folge ausgestrahlt. Am 21. Dezember 2012 wurde bekanntgegeben, dass die letzte Folge am 20. Dezember 2012 gedreht worden sei. Vom 2. Januar bis zum 12. Februar 2013 wurden die restlichen neuen Folgen der Sendung gezeigt.
Seither wurden keine neuen Folgen mehr produziert, doch werden nach wie vor täglich Wiederholungen auf Sat.1 Gold ausgestrahlt. Seit Mitte 2020 werden die Folgen auch bei YouTube hochgeladen.

## Realitätsnähe
Wie auch in anderen Pseudo-Dokumentationen wird die Realität von Strafverhandlungen in der Serie nur sehr eingeschränkt widergespiegelt. Ein bedeutender Unterschied zum tatsächlichen Alltag in deutschen Gerichtssälen zeigt sich in den lautstarken, zum Teil polemischen Angriffen zwischen Staatsanwalt und Verteidiger. Auch unerwartete neue Entwicklungen im Prozessgeschehen, die die Unschuld des Angeklagten beweisen und einen anwesenden Zeugen als wahren Täter entlarven, zählen in der Sendung zum Standard. Der Spannungseffekt wird dadurch erhöht, jedoch suggeriert diese Vorgehensweise dem Zuschauer eine nachlässige Voruntersuchung durch Kriminalpolizei und Staatsanwaltschaft. In der realen Rechtspraxis hingegen sollte es erst nach sorgfältigen Ermittlungen und bei ausreichender Beweislage überhaupt zur Erhebung einer Anklage kommen, weswegen solche dramatischen Wendepunkte bei echten Gerichtsverhandlungen höchst selten sind.
Einen weiteren Punkt bildet die formale Konversation zwischen der Justiz und dem/den Angeklagten/Zeugen. Auch untereinander beleidigen sich die Zeugen und Angeklagten regelmäßig, geradezu zwingend. Selten kommt es dabei auch zu körperlichen Ausschreitungen. Normalerweise wird dies mit ernst gemeinten Mahnungen und Ordnungsgeldern geahndet. Bei der Urteilsverkündigung gibt Richter Alexander Hold den Tätern auch regelmäßig „Lebensweisheiten“ auf den Weg.

## Besetzung und Produktion
Hauptdarsteller ist Alexander Hold als Vorsitzender Richter. Staatsanwälte und Verteidiger werden ebenfalls von wirklichen Rechtsanwälten verkörpert. Nebendarsteller sind in der Regel Beisitzer, gegebenenfalls Nebenkläger, Angeklagte(r), Zeuge(n), Gutachter, Protokollführer und gegebenenfalls Schöffen.
Richter Alexander Hold wurde von der deutschen Produktionsgesellschaft Constantin Entertainment im Studio 11 der ProSiebenSat.1-Produktion in Unterföhring bei München produziert. Als Angeklagte, Nebenkläger, Zeugen, Gutachter usw. treten ausschließlich Laiendarsteller auf. Im Gerichtssaal befindliche uniformierte Polizisten werden allerdings von echten Polizisten dargestellt, während der Gerichtsdiener wiederum Schauspieler ist.

### Familienfälle
In der Woche vom 13. September bis 17. September 2010 verhandelte Richter Hold nachgestellte Familienfälle. In diesen Fällen wurde stark auf das Familienrecht zurückgegriffen. Der Titel der Show lautete in dieser Zeit Familienfälle – Richter Hold.

### Geheimnisse – Leben mit der Lüge
In der Woche vom 19. März bis 23. März 2012 wurden keine Gerichtsverhandlungen gezeigt, sondern Fälle in Form einer Pseudo-Doku-Soap. Es ging um Fälle, die Geheimnisse von Familienangehörigen thematisieren. Der Titel der Show lautete in dieser Zeit Richter Alexander Hold – Spezial: Geheimnisse.

## Sendezeit und Einschaltquoten
Die Reihe wurde seit 12. November 2001 nachmittags von Montag bis Freitag von Sat.1 ausgestrahlt, seit 8. Mai 2004 auch samstags und vom 18. September bis 13. November 2005 sogar sonntags. Häufig wurde sie nachts wiederholt. Vom 21. August bis 29. Dezember 2006 wurde die Sendung montags bis freitags schon um 12 Uhr mittags ausgestrahlt. Der Sendeplatz am Samstag blieb jedoch wie gewohnt bei 16 Uhr. Am 28. November 2006 wurde die eintausendste Sendung ausgestrahlt.
Seit 2. Januar 2007 war die einstündige Sendung wieder täglich von Montag bis Samstag auf dem ursprünglichen Sendeplatz um 16 Uhr sowie zusätzlich mittags um 12 Uhr (hier nur Montag bis Freitag) mit Wiederholungen zu sehen. Auch im neunten Jahr erzielte die Serie weit über dem Senderschnitt liegende Einschaltquoten und eine Zuschauer-Reichweite von oftmals über 3 Mio. Zuschauern ab 3 Jahren (Bestwert: 3,88 Mio. Zuschauer). Die Wiederholungen älterer Sendungen mittags um 12 Uhr erreichen im Durchschnitt noch 1,7 Mio. Zuschauer. Nach der Absetzung der Gerichtsshow Das Strafgericht (RTL) ist der Marktanteil auf über 20 % gestiegen. Seit Anfang 2015 ist die Sendung im Nachtprogramm von Sat.1 Gold zu sehen.
Am 19. Oktober 2009 wurde die 1500. und am 4. Dezember 2012 wurde die 2000. Sendung ausgestrahlt. Seit 2. Mai 2011 wird die Sendung im Breitbildformat 16:9 ausgestrahlt. Am 7. April 2017 lief die Sendung letztmals im Hauptprogramm Sat.1.

## Ableger
Lenßen & Partner gilt als Ableger von Richter Alexander Hold. Ingo Lenßen wirkte bereits vor seiner eigenen Sendung bei Hold als Rechtsanwalt mit. Nachdem seine eigene Sendung im November 2009 eingestellt worden war, trat er wieder häufiger bei Alexander Hold auf. Im März 2012 kehrte Lenßen mit seiner eigenen Sendung zurück. Im Vorfeld gab es dazu ein Crossover bei Richter Alexander Hold. Im Jahr 2013 ging Im Namen der Gerechtigkeit – Wir kämpfen für Sie! mit der Übernahme von insgesamt sechs Juristen aus Richter Alexander Hold nach dessen Einstellung im Februar 2013 aus der Gerichtsshow hervor.

## Besetzung
Richter
- Alexander Hold

Staatsanwälte
- Stephan Lucas
- Sewarion Kirkitadse
- Benita Schrank (November 2003 bis Februar 2013)
- Dirk Althaus (Dezember 2003)
- Christina Dissmann (Mai 2002 bis November 2003)
- Claudia Ellen Behr (Februar 2002 bis Mai 2002)
- Hans-Joachim Flocke (November 2001 bis Juli 2002)
- Gitta Langenfeldt (November 2001 bis Dezember 2001)

Rechtsanwälte
- Ingo Lenßen (Dezember 2001 bis Oktober 2007, Mai 2010 bis April 2012)
- Christian Vorländer (Januar 2003 bis Februar 2013)
- Maria Isabella Kirkitadse (März 2006 bis Februar 2013; tritt trotz ihres neuen Nachnamens unter ihrem vorherigen Namen Isabella Schulien auf)
- Florian Wehner (Februar 2010 bis Juni 2011)
- Alexander Stevens (Juni 2011 bis Februar 2013)
- Jörn-Jacob Guthold (Januar 2006 bis April 2010)
- Ama Walton (April 2007 bis Februar 2010)
- Birgit Schoeller (November 2003 bis Dezember 2006)
- Mandana Mauss (Oktober 2002 bis Dezember 2006)
- Ricarda Lang (November 2001 bis Januar 2006)
- Thorsten Wirths (September 2005 bis November 2005)
- Ralf Brückner (September 2003 bis November 2005)
- Stefan Rochus Eber (November 2003 bis November 2004)
- Nadja Lehmann (Februar 2003 bis November 2003)
- Barbara von Petersdorff (Dezember 2001 bis November 2002)
- Herbert Posner (November 2001 bis November 2002)
- Laurent Mies (Februar 2002)
- Christian Hoffmann (November 2001 bis Februar 2002)
- Marco Wiens (November 2001 bis Februar 2002)

Justizwachtmeister
- Frank Seelhoff

Jugendgerichtshilfe
- Petra Achenbach (2009–2010)
- Christine Bachmann
- Melanie Beck
- Daniela Cramer
- Dana Berg
- Susanne Engel (2002)
- Jochen Feldmann
- Pascal Hoppe
- Turan Kavuk
- Julia Köhler
- Claudia Lorenz (2007)
- Katrin Maiwald
- Daniel Martin
- Sascha Marvan
- Bernd Meinau
- Monika Moll (2002)
- Ana Paola Peters (1 Episode 2010)
- Carla Peters
- Beate Schlegel
- Petra Schulz
- Carmen Sigmar
- Michaela Strasser
- Marion Thoma
- Nina Tremmel (2 Episoden 1 2010, 1 2011)
- Mareike Ulrich
- Sabine Wagner (2002)
- Sabine Wegmann
- Yasmin Wendt
- Michaela Weser